# دیمگه تنگ چویل
دیمگه تنگ چویل، روستایی در دهستان رودزیر بخش علا شهرستان صیدون در استان خوزستان ایران است.

## جمعیت
بر پایه سرشماری عمومی نفوس و مسکن در سال ۱۳۹۵، جمعیت این روستا برابر با ۶۸ نفر (۱۷ خانوار) بوده‌است.